# 34014 Pingali
34014 Pingali è un asteroide della fascia principale. Scoperto nel 2000, presenta un'orbita caratterizzata da un semiasse maggiore pari a 2,5649498 au e da un'eccentricità di 0,1033836, inclinata di 2,18433° rispetto all'eclittica.